# 농뇨
농뇨(膿尿, pyuria) 또는 고름뇨란 고름이 섞인 오줌을 뜻한다. 남성에서는 고환, 부고환, 전립선, 정낭에 화농성 질환이 생겼을 때 발생할 수 있고, 이외에 요도, 신장, 방광 등 비뇨기계에 화농성 염증이 발생하여 터진 경우 발생하게 된다. 때로는 혈액이 섞여 나오기도 하나, 농뇨의 경우 백혈구의 비중이 현저히 높다는 데서 혈뇨와 구분된다. 농뇨의 진단은 소변을 원심분리하여 침전물을 현미경을 통해 관찰하였을 때 백혈구의 관찰 여부를 통해 결정된다.

## 같이 보기
- 소변 검사